# Synoicum galei
Synoicum galei är en sjöpungsart som beskrevs av Kott 1992. Synoicum galei ingår i släktet Synoicum och familjen klumpsjöpungar. Inga underarter finns listade i Catalogue of Life.